# Viola menitzkii
Viola menitzkii är en violväxtart som beskrevs av V. V Nikitin. Viola menitzkii ingår i släktet violer, och familjen violväxter. Inga underarter finns listade i Catalogue of Life.